# Чирен
Чирен (болг. Чирен) — село в Болгарии. Находится в Врачанской области, входит в общину Враца. Население составляет 895 человек.

## Администрация
В местном кметстве Чирен, в состав которого входит Чирен, должность кмета (старосты) исполняет Диан Иванов Дамянов (Национальное движение «Симеон Второй» (НДСВ)) по результатам выборов правления кметства.
Кмет (мэр) общины Враца — Тотю Младенов Младенов (Граждане за европейское развитие Болгарии (ГЕРБ)) по результатам выборов в правление общины.

## История
Найденные в окрестностях Чирена статуи римской эпохи, ныне хранящиеся в Историческом музее Враца, и отдельные медные монеты — древние тетрадрахмы - позволяют говорит об очень раннем заселение этого места. 
К западу от Чирена, в районе Ябокрека, находится природный и археологический памятник Мост Бога с керамикой времён древнего Рима. Сохранились следы военной дороги возле крепости, которая является единственной частично отреставрированной крепостью в районе. К северу видны основания толстой и плотной стены, которая ещё не обследована. 
Недалеко от Чирена находится урочище Милин Камак. Рядом с этим местом (на горе Вола) 31 мая 1876 года после тяжелой битвы с османами был смертельно ранен генерал-поэт Христо Ботев. 
Название села может быть связано с иранским cyren-ciren — «яркое пламя».